# Valentín García Quinto
Valentín García Quinto (Albatera, 12 de agosto de 1926-Albatera, 14 de diciembre de 2013) fue un escultor e imaginero español.

## Biografía
Nació en 1926, en el seno de una familia campesina.
En 1942, cuando contaba con 16 años, se matriculó en la Escuela de Artes y Oficios de Barcelona para estudiar escultura. Durante su estancia, trabajó, hasta 1946, para la casa de Arte Sacro "Reixach i Campanya". 
De 1948 a 1951, realizó su formación militar en Palma de Mallorca y una vez acabada, se trasladó a Madrid, donde colaboró con José Luis Vicent en la realización de las esculturas para el retablo mayor del templo de San Isidro.
En 1953 y por recomendación del Padre Mojica, se trasladó a Perú, concretamente a Arequipa. Allí, realizó una gran cantidad de esculturas religiosas, como por ejemplo: el Señor del Gran Poder (venerado en la "Basílica Menor de Arequipa"), el Señor del Perdón (venerado en el Centenario Mercado "San Camilo") y Nuestra Señora de las Angustias (venerada en el Templo y Convento "San Francisco"). En 1969, regresó a Albatera, donde se estableció definitivamente y donde comenzó a trabajar junto a su hermano Domingo, también escultor, en los encargos provenientes de toda la provincia de Alicante y de las regiones del Levante español.
Falleció en 2013, a la edad de 87 años.